# Roscommon (Michigan)
Roscommon település az Amerikai Egyesült Államok Michigan államában, Roscommon megyében, melynek megyeszékhelye is. Lakosainak száma 981 fő (2020. április 1.).

## Népesség
A település népességének változása:

| 2010 | 1 075 |
| 2020 | 981   |